# ラウル・ロザス・ジュニア
ラウル・ギルバート・ロザス・リオス・ジュニア（Raúl Gilberto Rosas Rios Jr., 2004年10月8日 - ）は、アメリカ合衆国ニューメキシコ州クローヴィス出身の男性総合格闘家。10thプラネット・ジュウジュツ所属。

## 経歴

### UFC
2022年9月に史上最年少となる17歳でUFCと契約した。12月10日、UFC 282にてデビューし、ジェイ・ペリンにリアネイキッドチョークで一本勝ちしてパフォーマンス・オブ・ザ・ナイトに選出された。
2023年9月16日、UFC Fight Night: Grasso vs. Shevchenko 2にてテレンス・ミッチェルに1ラウンドTKO勝ちし、2度目のパフォーマンス・オブ・ザ・ナイトに選出された。
2024年6月8日、UFC on ESPN: Cannonier vs. Imavovにてリッキー・トゥルシオスにリアネイキッドチョークで一本勝ちし、3度目のパフォーマンス・オブ・ザ・ナイトに選出された。

## 戦績

### プロ総合格闘技
| 総合格闘技 戦績 | 総合格闘技 戦績 | 総合格闘技 戦績 | 総合格闘技 戦績 | 総合格闘技 戦績 | 総合格闘技 戦績 | 総合格闘技 戦績 |
| --------------- | --------------- | --------------- | --------------- | --------------- | --------------- | --------------- |
| 12 試合         | (T)KO           | 一本            | 判定            | その他          | 引き分け        | 無効試合        |
| 11 勝           | 2               | 6               | 3               | 0               | 0               | 0               |
| 1 敗            | 0               | 0               | 1               | 0               | 0               | 0               |

| 勝敗 | 対戦相手                     | 試合結果                             | 大会名                                   | 開催年月日     |
|      | ロブ・フォント               |                                      | UFC Fight Night: Lopes vs. Silva         | 2025年9月13日  |
| ○    | ヴィンス・モラレス           | 5分3R終了 判定3-0                    | UFC Fight Night: Moreno vs. Erceg        | 2025年3月29日  |
| ○    | アオリ・チロン               | 5分3R終了 判定3-0                    | UFC 306: O'Malley vs. Dvalishvili        | 2024年9月14日  |
| ○    | リッキー・トゥルシオス       | 2R 2:22 リアネイキッドチョーク       | UFC on ESPN: Cannonier vs. Imavov        | 2024年6月8日   |
| ○    | テレンス・ミッチェル         | 1R 0:54 TKO（左ストレート→パウンド） | UFC Fight Night: Grasso vs. Shevchenko 2 | 2023年9月16日  |
| ×    | クリスチャン・ロドリゲス     | 5分3R終了 判定0-3                    | UFC 287: Preira vs. Adesanya 2           | 2023年4月8日   |
| ○    | ジェイ・ペリン               | 1R 2:44 リアネイキッドチョーク       | UFC 282                                  | 2022年12月10日 |
| ○    | マンド・グティエレス         | 5分3R終了 判定3-0                    | Dana White's Contender Series 55         | 2022年9月20日  |
| ○    | アンドレス・ポルトカレロ     | 1R 2:11 TKO（パンチ）                | UWC 35                                   | 2022年6月24日  |
| ○    | ホセ・グアダルーペ・ペナロサ | 2R 2:55 リアネイキッドチョーク       | UWC 34                                   | 2022年5月27日  |
| ○    | フランシスコ・ビヤヌエバ     | 2R 2:07 アームバー                   | UWC 33                                   | 2022年4月29日  |
| ○    | ジョエル・ペナ               | 1R 0:54 アームバー                   | UWC 32                                   | 2022年3月25日  |
| ○    | エドゥアルド・ベラスケス     | 1R 1:01 リアネイキッドチョーク       | UWC 30                                   | 2021年11月26日 |

### アマチュア総合格闘技
| 勝敗 | 対戦相手                 | 試合結果                     | 大会名           | 開催年月日    |
| ○    | ドナルド・デュラン       | 1R 1:07 アームバー           | UWC MEXICO 26    | 2021年4月30日 |
| ○    | ルーク・ファム           | 1R 2:11 チョーク             | BEAR RIVER FC 12 | 2020年1月25日 |
| ○    | アレックス・ウィリアムズ | 4分1R終了 判定3-0            | IMMAF-WMMAA 2019 | 2019年8月4日  |
| ○    | ジャック・グランディ     | 1R 0:44 アームバー           | IMMAF-WMMAA 2019 | 2019年8月4日  |
| ○    | スタニスラフ・アブラムフ | 4分1R終了 判定3-0            | IMMAF-WMMAA 2019 | 2019年8月4日  |
| ○    | ルーカス・アフィフ       | 1R 2:15 リアネイキドチョーク | IMMAF-WMMAA 2019 | 2019年8月4日  |